# Endre Ady
Endre Ady de Diósad (Érmindszent, 22 novembre 1877 – Budapest, 27 gennaio 1919) è stato un poeta ungherese, animatore del movimento che ruotava attorno alla rivista Nyugat ("Occidente"), la quale si proponeva di aprire la cultura ungherese a quella europea.
Fu uno dei più importanti poeti magiari nonché figura significativa del giornalismo ungherese. Influenzato dai simbolisti francesi fu poeta che trasse la propria ispirazione sia da motivi erotico-sentimentali che religiosi e sociali.
- Nel nome ungherese Ady Endre, il cognome precede il nome, ma questa voce utilizza l'ordine abituale in italiano Endre Ady, in cui il nome precede il cognome.

Gli è stato dedicato un asteroide, 345648 Adyendre.

## Biografia
Endre Ady nacque a Érmindszent (l'odierna Căuaș, in Romania) il 22 novembre 1877. Proveniva da una famiglia aristocratica, di religione e tradizioni calviniste ed era secondo di tre fratelli. Frequentò la scuola elementare ad Érmindszent, iniziò il liceo presso i piaristi di Carei (Nagykároly in ungherese) e poi continuò a Zalău (Zilah in ungherese). Fece i suoi studi universitari all'università di Debrecen. Dopo gli studi universitari, lavorò come redattore al quotidiano Budapesti Napló e collaborò alla rivista Nyugat ("Occidente"). Ritenendo la città eccessivamente borghese, si trasferì per alcuni anni a Nagyvárad, Gran Varadino, tranquillo centro con una notevole vita culturale, dove fondò la rivista Holnap ("L'indomani"). Successivamente fu uno degli animatori del gruppo che aveva il proprio punto di riferimento nella rivista Nyugat.
Nel 1903 fece un viaggio a Parigi, grazie al quale entrò in contatto con le avanguardie europee. Endre Ady riflette nella sua opera l'universo d'inizio secolo in piena effervescenza ed i relativi umani tormenti. A Parigi, dove visse per alcuni anni, conobbe la propria amante, moglie di un ricco commerciante, Diosyné Brüll Adél, che egli ribattezzò "Léda", dall'omonimo personaggio mitologico. Lei è la Léda delle sue poesie, la sua ispiratrice di versi d'amore, tra i più belli della letteratura magiara; una donna colta, ricca, bella e interessante di cui il poeta s'innamora e con cui avrà fino al 1912 un legame armonioso e più spesso tormentato. È lei che lo incoraggia e lo aiuta a recarsi come inviato di un giornale a Parigi ove rimarrà un intero anno. Dopo la separazione da Léda, nel 1914 conobbe Berta Boncza, una ragazza di 20 anni che lui ribattezzò Csinszka nelle poesie. Il 27 marzo 1915 si sposarono e la giovane ragazza rimase con lui fino alla morte di Ady. Quando nel 1919 morì, in seguito alla sifilide contratta per un errore giovanile, tutto il popolo in lutto accompagnò la sua bara.

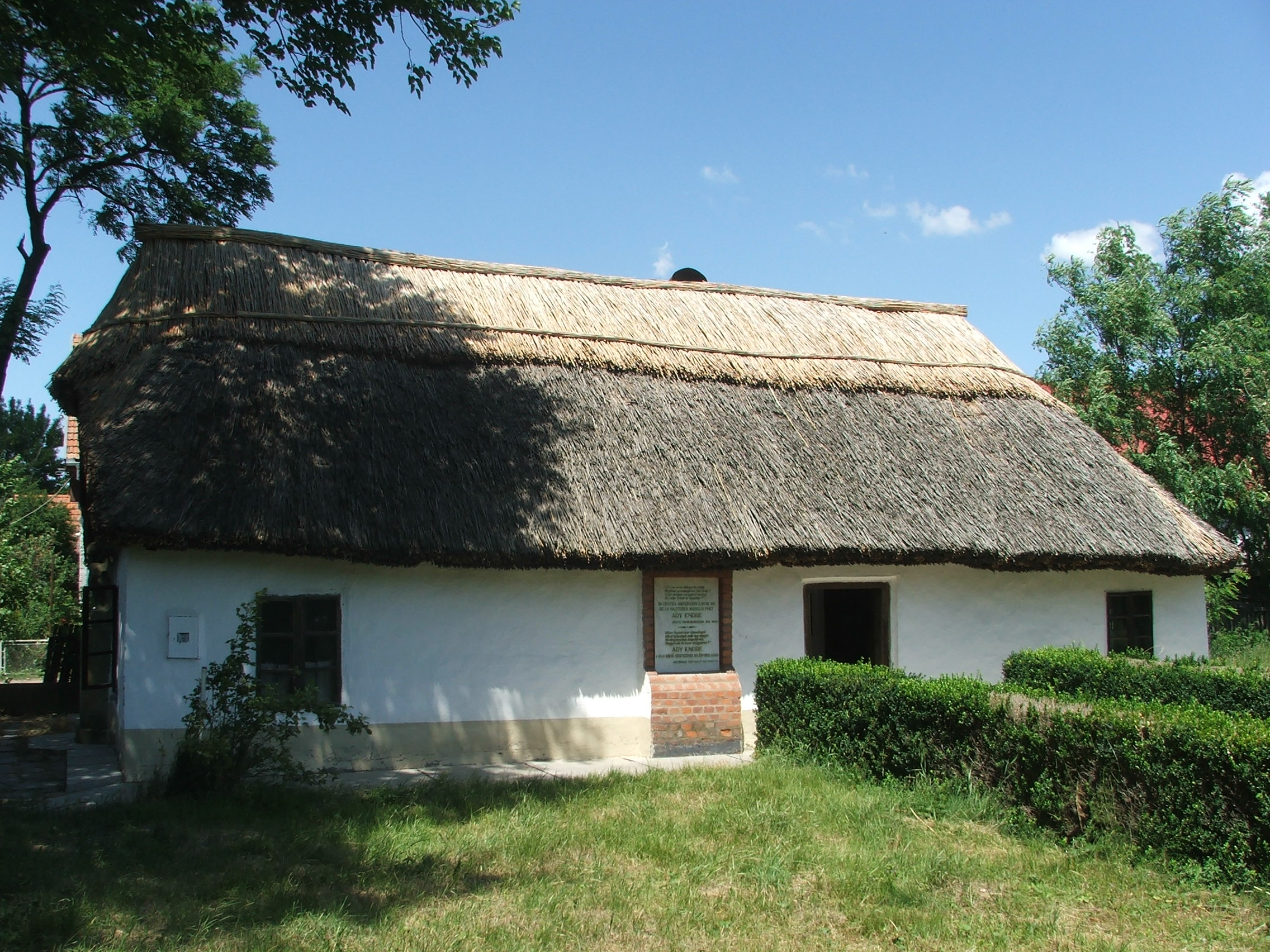
In questa casa nacque Endre Ady

## Poetica
A Parigi egli comprende lo stato d'arretratezza della sua nazione e, tornato in patria e stabilitosi a Budapest, con alcune sue raccolte di versi Új versek ("Versi nuovi") 1906, Vér és arany ("Sangue e oro") 1907, Az Illés szekerén ("Sul carro d'Elia") 1908, Szeretném, ha szeretnének ("Vorrei che mi amassero") 1909 e tante altre che ancora seguiranno, si pone al centro dell'attualità letteraria attirando l'attenzione generale dell'intero paese e divenendo il vessillo degli innovatori. In un linguaggio appartenente unicamente a lui, il mondo poetico di Ady è un mondo particolare ed estremamente vario che spazia dagli eroi del passato ai tormenti d'un uomo prigioniero d'un mondo schiavo del denaro, dal suo grande amore vissuto attraverso l'uragano d'una passione complessa e contraddittoria all'angosciosa inquietudine che ossessivamente attanaglia l'uomo moderno, insomma un mondo ancora assolutamente inedito nella poesia ungherese. Pur se influenzato da Baudelaire e Verlaine, egli resta totalmente ungherese in ogni sua manifestazione e la sua opera è al tempo stessa modernissima e ancestrale, legata per un verso alle più avanzate correnti europee e per l'altro alle tradizioni secolari. Questa sintesi di progresso e di carattere nazionale da lui così delineata conserva in Ungheria ancora oggi decisiva importanza.

### Opere
- Nuove poesie (Új versek) (1905)
- Sangue e oro (Vér és arany) (1907)
- Sul carro di Elia (Illés szekerén) (1908)
- Amerei se mi amassero (Szeretném, ha szeretnének) (1909-1910)
- I versi di tutti i segreti (A Minden-Titkok versei) (1910)
- La vita che fugge (A menekülő élet) (1912)
- Alla testa dei morti (A halottak élén) (1918)

### Traduzioni italiane
- Poesie, a cura di Paolo Santarcangeli, Lerici, Milano, 1964
- Sangue e oro, a cura di Paolo Santarcangeli, Accademia, Milano, 1974
- Poesie, a cura di Umberto Albini, Guanda, Parma, 1978
- Il perdono della luna. Poesie 1906-1919, a cura di Gabriella Caramore, trad. di Vera Gheni, Marsilio, Venezia, 2018